# Marianne Öberg
Ester Marianne Öberg, född 17 november 1945 i Stockholm, är svensk barnskådespelare.

## Filmografi
- 1950 – Restaurant Intim
- 1953 – Vingslag i natten
- 1954 – Karin Månsdotter